# إدوارد هايت
إدوارد هايت هو مصرفي وسياسي أمريكي، ولد في 26 مارس 1817 في نيويورك في الولايات المتحدة، وتوفي في 15 سبتمبر 1885. نشط حزبياً في الحزب الديمقراطي. وقد انتخب عضو مجلس النواب الأمريكي.